# Sochy Cyklus Pomíjivost
Sochy Cyklus Pomíjivost, polsky Rzeźby Cykl Przemijanie, jsou exteriérové bronzové plastiky v městském parku Park Miejski ve městě Kostrzyn nad Odrą (Kostřín) v okrese Gorzów v Lubušském vojvodství v západním Polsku. Nachází se také na pravém břehu řeky Warta v nížině Kotlina Freienwaldzka a v regionu Lubušsko.

## Historie a popis díla
Abstraktní cyklus plastik, odlitých z bronzu a které byl instalovány během revitalizace parku v roce 2011, vytvořil polský sochař Michał Batkiewicz (*1957). Cyklus se skládá z pěti plastik lidí, které představují různé etapy lidského života člověka. Těmito etapami života jsou Těhotenství (Brzemienność) - socha těhotné ženy, Mateřství (Macierzyństwo) - socha matky s dítětem v náručí, Hry (Zabawa) - socha dítěte na houpacím koni, Práce (Praca) - socha pracujícícho muže a Stáří (Starość) - socha starce opírajícího se o hůl. Každá z plastik je umístěna na kamenném odstupňovaném soklu ve tvaru kvádru, na kterém jsou umístěny údaje o soše.

## Další informace
Dílo je celoročně volně přístupné. V Parku Miejském se nachází další bronzová díla od stejného autora, kterými jsou Cyklus Hrající děti (Cykl Grające Dzieci), Vzdělávací cyklus (Cykl Edukacyjny) a abstraktní sochy zvířat z kamene a bronzu.

## Galerie

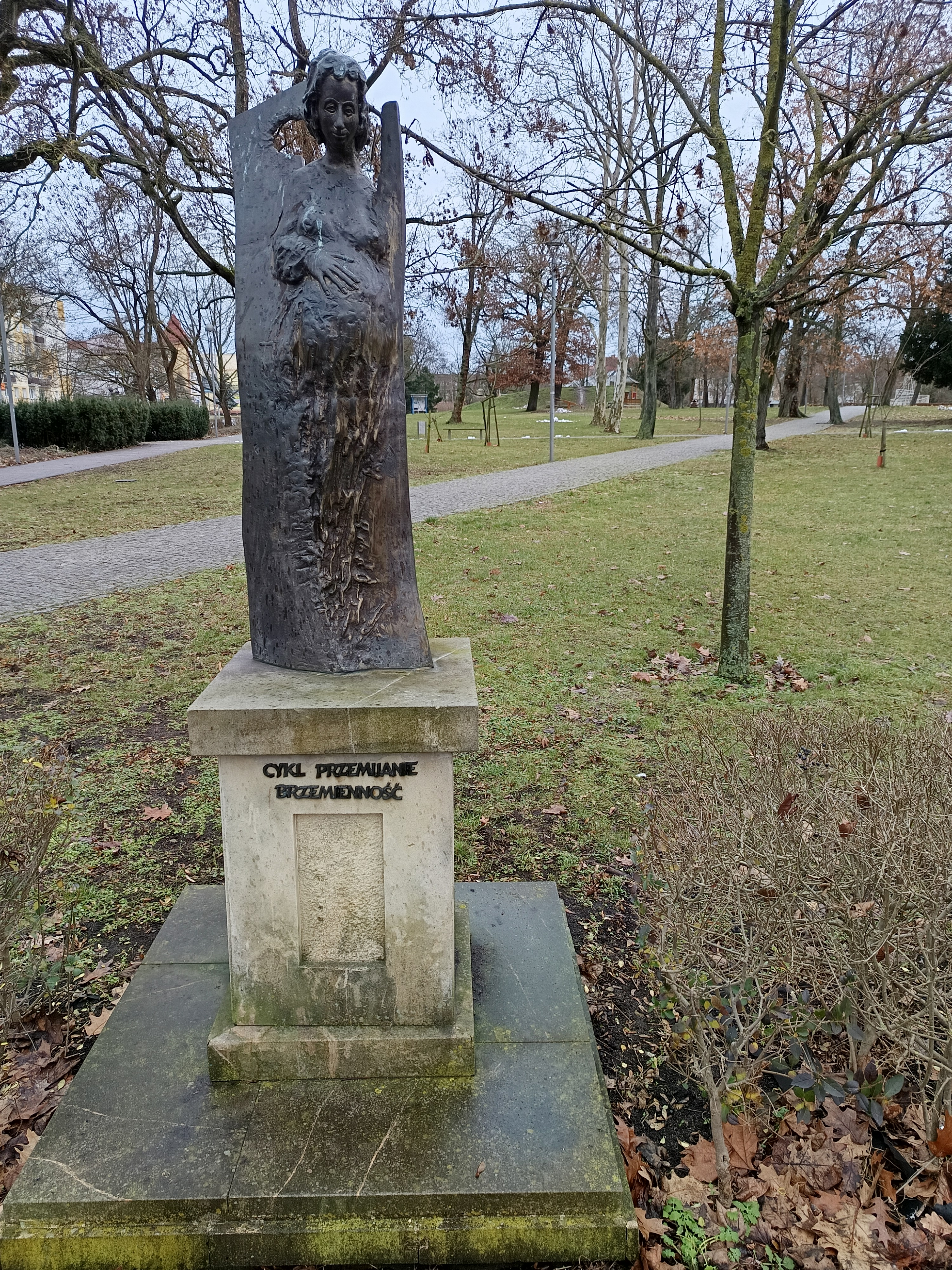
Brzemienność (Těhotenství)
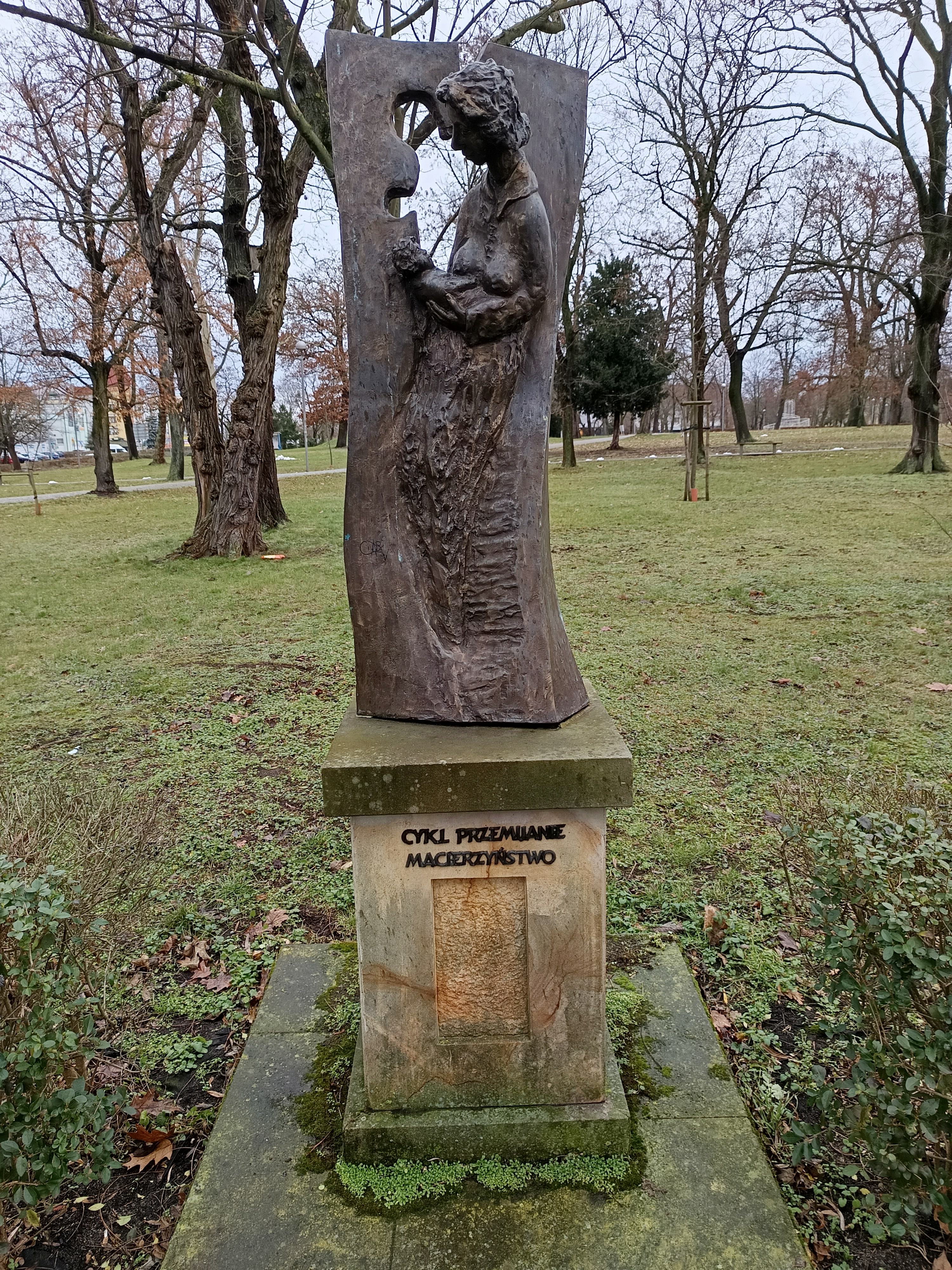
Macierzyństwo (Mateřství)
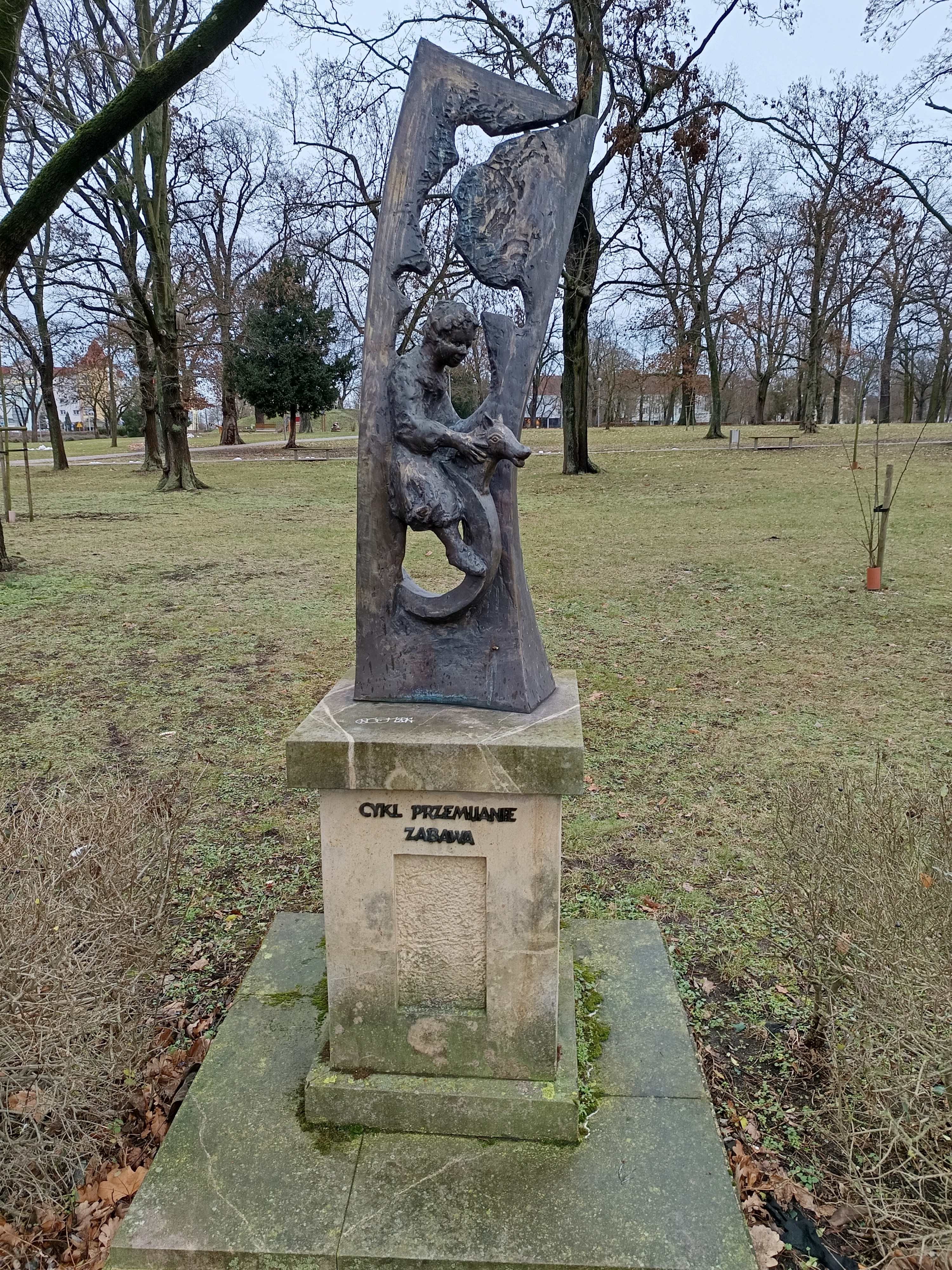
Zabawa (Hra)
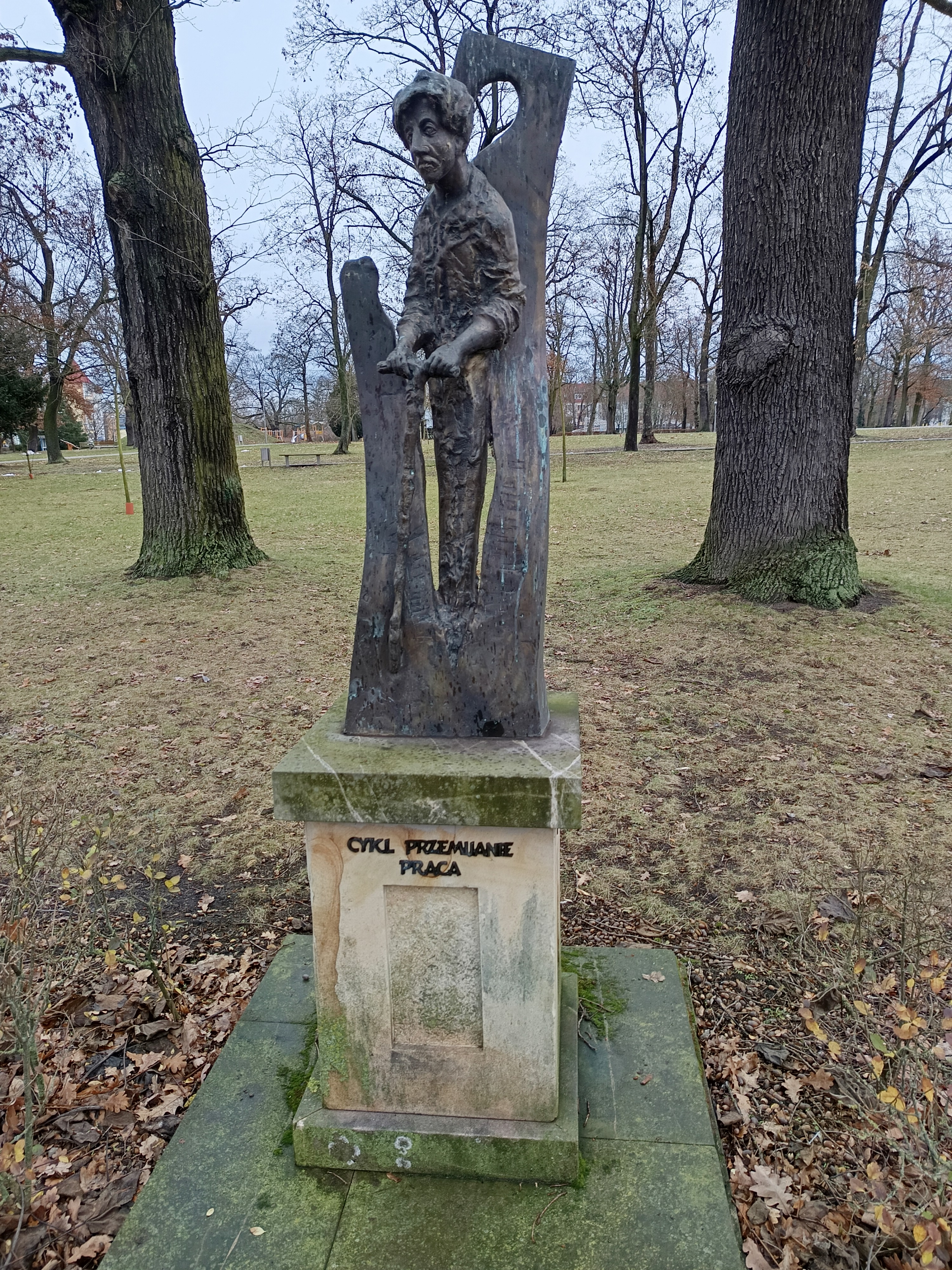
Praca (Práce)
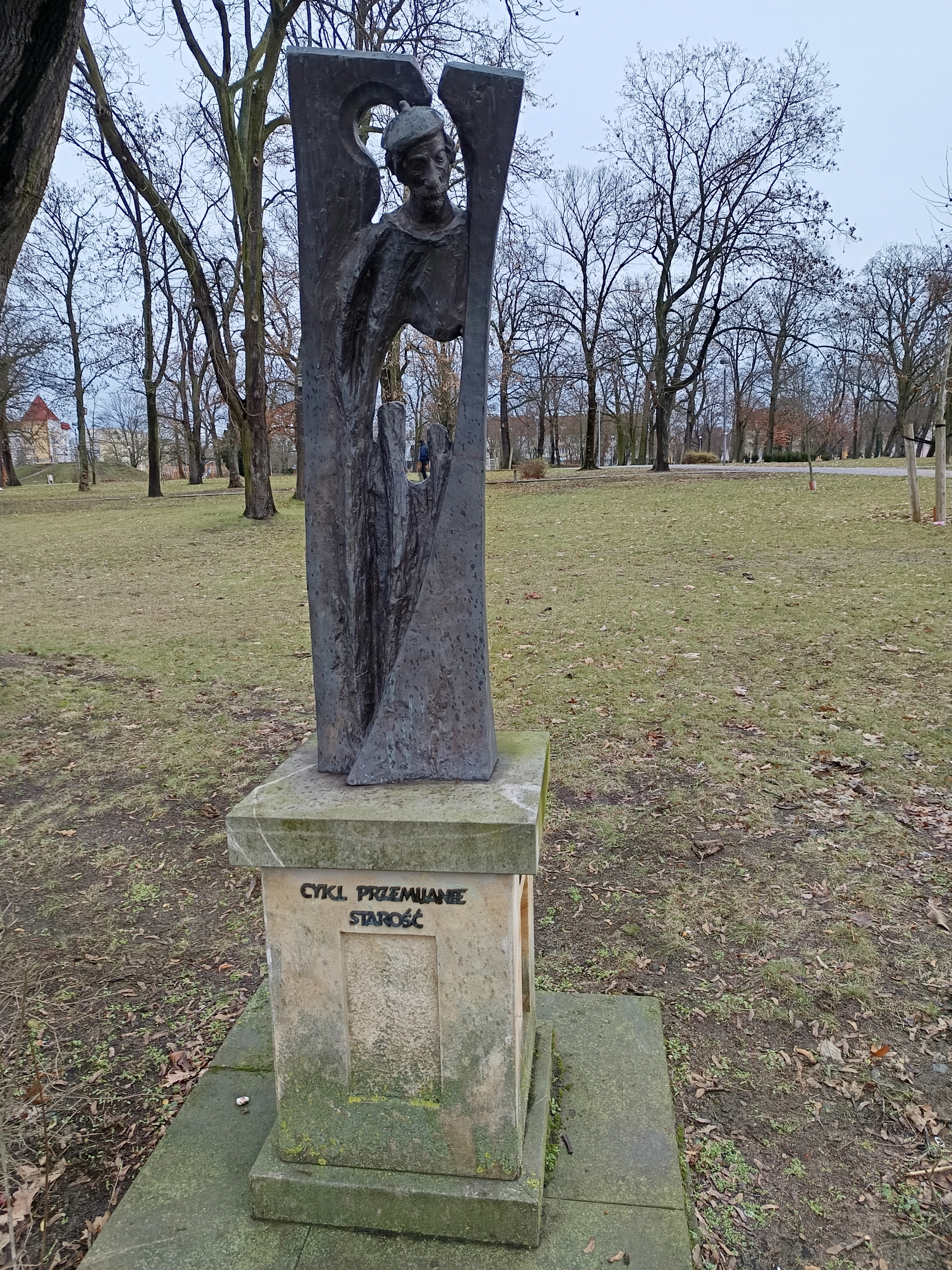
Starość (Stáří)